# Klimaatconferentie van Parijs 2015
De Klimaatconferentie van Parijs 2015 (officieel: 2015 United Nations Climate Change Conference), ook wel COP21 of CMP11, is een klimaatconferentie van het UNFCCC (United Nations Framework Convention on Climate Change, Nederlands: klimaatverdrag), die van 30 november tot 12 december 2015 plaatsvond in de Franse hoofdstad Parijs. De conferentie leidde tot het afsluiten van het Akkoord van Parijs, dat op 22 april 2016, de Dag van de Aarde, in New York door 174 landen is ondertekend.
Het was de 21e jaarlijkse vergadering van de Conference of the Parties (vandaar COP 21), en de 11e sessie van de Meeting of the Parties (CMP 11) van het Kyoto-protocol uit 1997. De klimaatconferenties steunen mede op de conclusies van het IPCC, het wetenschappelijk comité van de Verenigde Naties. De conferentie wordt afwisselend gehouden in verschillende regio's van de wereld. In 2015 vond ze plaats in Le Bourget, nabij Parijs.

## Onderhandelingen
De bedoeling van deze conferentie was om een wettelijk bindende, universele overeenkomst te sluiten voor het klimaat, en dit voor alle landen ter wereld. Meer bepaald ging het om afspraken om de uitstoot van broeikasgassen aan banden te leggen, zodat de klimaatopwarming beperkt blijft tot 1,5 of 2 graden Celsius ten opzichte van het pre-industriële niveau. De rijkere landen van de aarde beloofden vanaf 2020 jaarlijks 91 miljard euro in het klimaatfonds van de Verenigde Naties te zullen storten. De klimaatwetenschap zegt dat de ingediende plannen niet ver genoeg gaan om onder de limiet van 2 graden te blijven.
Tijdens vorige onderhandelingen is overeengekomen dat alle landen tegen maart 2015 alle maatregelen zouden opsommen die zij van plan zijn te treffen in het kader van een wereldwijd akkoord. Deze voornemens staan bekend als de Intended Nationally Determined Contributions of INDC's.
Op 9 december 2015 presenteerde Frankrijk als voorzitter een conceptakkoord waarin een groot deel van de geschilpunten was opgelost. Op basis hiervan gingen de besprekingen verder.

## Akkoord van Parijs
Op 12 december, een dag later dan gepland, werd ten slotte de eindversie van de concepttekst voor het klimaatakkoord (bekend als het akkoord van Parijs) gepresenteerd. In het akkoord wordt de bovengrens van 2 graden opwarming ten opzichte van het pre-industriële tijdperk voor het eerst in een juridisch instrument vastgelegd. Bovendien wordt het streven vastgelegd om de opwarming beperkt te houden tot 1,5 graad. Verder moet er nu snel een eind komen aan het gebruik van fossiele brandstoffen, aangezien dit een belangrijke oorzaak is van de overmatige CO2-uitstoot.
Het verdrag vereist lidstaten om nationale klimaatplannen (nationaal vastgestelde bijdragen, National Determined Contributions) op te stellen, waarvan die ambitieus moeten zijn en waarvan het ambitieniveau bij ieder nieuw plan moet toenemen. Bovendien werd opgenomen dat van de rijke landen verwacht dat zij ontwikkelingslanden financieel zullen steunen bij het terugbrengen van hun eigen uitstoot. President Obama had deze twee laatste zaken als voorwaarde voor het akkoord gesteld.
Het akkoord betreft de periode na 2020 en zou pas in werking treden na ratificatie door 55 landen, die gezamenlijk meer dan 55% van de broeikasgassen uitstoten. Het Akkoord werd ongewoon snel geratificeerd: reeds op 5 oktober 2016 werd de drempel bereikt, zodat het Akkoord op 4 november 2016 in werking kon treden, vlak voor de klimaatconferentie van Marrakesh 2016.
Vanaf 2023 zal er om de vijf jaar een wereldwijde evaluatie ("Global Stocktake") plaatsvinden van de uitstoot(vermindering). De eerste concrete vervolgconferentie was de One Planet Summit te Parijs op 12 december 2017.
Op 1 juni 2017 kondigde president Trump aan dat de VS zich zou terugtrekken uit het Akkoord. Formeel kan die terugtrekking niet eerder ingaan dan op 4 november 2020.

## Bijkomende omstandigheden
Naar aanleiding van de aanslagen in Parijs van november 2015 besloot de Franse regering op 13 november de noodtoestand uit te roepen. Twee grote demonstraties die gepland stonden op 29 november en 12 december werden afgelast. Grote milieuorganisaties gingen alsnog naar Parijs. Uiteindelijk gedoogde de politie een massale mars alsnog.